# Palestina nos Jogos Olímpicos de Verão de 2024
Palestina participou dos Jogos Olímpicos de Verão de 2024, realizados em Paris, na França. Foi a oitava aparição consecutiva do país nos Jogos Olímpicos de Verão desde a estreia em Atlanta 1996.
Foi representado por oito atletas que competiram em seis esportes, mas nenhum conquistou medalhas.

## Competidores
Esta foi a participação por modalidade nesta edição:
| Esporte   | Masculino | Feminino | Total |
| --------- | --------- | -------- | ----- |
| Atletismo | 1         | 1        | 2     |
| Boxe      | 1         | 0        | 1     |
| Judô      | 1         | 0        | 1     |
| Natação   | 1         | 1        | 2     |
| Taekwondo | 1         | 0        | 1     |
| Tiro      | 1         | 0        | 1     |
| Total     | 6         | 2        | 8     |

## Desempenho

### Atletismo
- Q = Qualificado para a próxima fase
- q = Qualificado para a próxima fase como o perdedor mais rápido ou, em eventos de campo, pela posição sem atingir o alvo para qualificação
- N/A = Fase não aplicável para o evento
- Bye = Atleta não precisou disputar aquela fase

Masculino
Eventos de pista
| Atleta          | Evento | Baterias | Baterias | Repescagem | Repescagem | Semifinal   | Semifinal   | Final       | Final       | Ref.  |
| Atleta          | Evento | Tempo    | Pos.     | Tempo      | Pos.       | Tempo       | Pos.        | Tempo       | Pos.        | Ref.  |
| --------------- | ------ | -------- | -------- | ---------- | ---------- | ----------- | ----------- | ----------- | ----------- | ----- |
| Mohammed Dwedar | 800 m  | 1:54.83  | 9        | 1:54.83    | 9          | Não avançou | Não avançou | Não avançou | Não avançou | [ 5 ] |

Feminino
Eventos de pista
| Atleta        | Evento | Baterias | Baterias | Repescagem | Repescagem | Semifinal   | Semifinal   | Final       | Final       | Ref.  |
| Atleta        | Evento | Tempo    | Pos.     | Tempo      | Pos.       | Tempo       | Pos.        | Tempo       | Pos.        | Ref.  |
| ------------- | ------ | -------- | -------- | ---------- | ---------- | ----------- | ----------- | ----------- | ----------- | ----- |
| Layla Almasri | 800 m  | 2:12.21  | 9        | 2:16.72    | 8          | Não avançou | Não avançou | Não avançou | Não avançou | [ 6 ] |

### Boxe
Masculino
| Atleta       | Evento    | Primeira fase        | Oitavas              | Quartas              | Semifinais           | Repescagem           | Final / DB           | Final / DB  | Ref.  |
| Atleta       | Evento    | Adversário Resultado | Adversário Resultado | Adversário Resultado | Adversário Resultado | Adversário Resultado | Adversário Resultado | Pos.        | Ref.  |
| ------------ | --------- | -------------------- | -------------------- | -------------------- | -------------------- | -------------------- | -------------------- | ----------- | ----- |
| Wasim Abusal | Até 57 kg | SWE N Ibrahim D 0–5  | Não avançou          | Não avançou          | Não avançou          | Não avançou          | Não avançou          | Não avançou | [ 7 ] |

### Judô
Masculino
| Atleta       | Evento    | Primeira fase              | Oitavas              | Quartas              | Semifinais           | Repescagem           | Final / DB           | Final / DB | Ref.  |
| Atleta       | Evento    | Adversário Resultado       | Adversário Resultado | Adversário Resultado | Adversário Resultado | Adversário Resultado | Adversário Resultado | Pos.       | Ref.  |
| ------------ | --------- | -------------------------- | -------------------- | -------------------- | -------------------- | -------------------- | -------------------- | ---------- | ----- |
| Fares Badawi | Até 81 kg | TJK S Makhmadbekov D 00–10 | Não avançou          | Não avançou          | Não avançou          | Não avançou          | Não avançou          | =17        | [ 8 ] |

### Natação
Masculino
| Atleta          | Evento       | Eliminatórias | Eliminatórias | Semifinal   | Semifinal   | Final       | Final       | Ref.  |
| Atleta          | Evento       | Tempo         | Pos.          | Tempo       | Pos.        | Tempo       | Pos.        | Ref.  |
| --------------- | ------------ | ------------- | ------------- | ----------- | ----------- | ----------- | ----------- | ----- |
| Yazan Al-Bawwab | 100 m costas | 58.26         | 43            | Não avançou | Não avançou | Não avançou | Não avançou | [ 9 ] |

Feminino
| Atleta         | Evento       | Eliminatórias | Eliminatórias | Semifinal   | Semifinal   | Final       | Final       | Ref.   |
| Atleta         | Evento       | Tempo         | Pos.          | Tempo       | Pos.        | Tempo       | Pos.        | Ref.   |
| -------------- | ------------ | ------------- | ------------- | ----------- | ----------- | ----------- | ----------- | ------ |
| Valerie Tarazi | 200 m medley | 2:20.56       | 32            | Não avançou | Não avançou | Não avançou | Não avançou | [ 10 ] |

### Taekwondo
Masculino
| Atleta            | Evento    | Preliminar                | Oitavas              | Quartas              | Semifinais           | Repescagem           | Final / DB           | Final / DB  | Ref.   |
| Atleta            | Evento    | Adversário Resultado      | Adversário Resultado | Adversário Resultado | Adversário Resultado | Adversário Resultado | Adversário Resultado | Pos.        | Ref.   |
| ----------------- | --------- | ------------------------- | -------------------- | -------------------- | -------------------- | -------------------- | -------------------- | ----------- | ------ |
| Omar Yaser Ismail | Até 58 kg | EOR H Tiranvalipour V 2–0 | ESP A Vicente D 0–2  | Não avançou          | Não avançou          | Não avançou          | Não avançou          | Não avançou | [ 11 ] |

### Tiro
Masculino
| Atleta              | Evento | Qualificação | Qualificação | Final       | Final       | Ref.   |
| Atleta              | Evento | Marca        | Pos.         | Marca       | Pos.        | Ref.   |
| ------------------- | ------ | ------------ | ------------ | ----------- | ----------- | ------ |
| Jorge Antonio Salhe | Skeet  | 100          | 30           | Não avançou | Não avançou | [ 12 ] |